# フミェルニクの戦い
フミェルニクの戦いは、モンゴルのポーランド侵攻において、1241年3月18日にバトゥを総司令官としたモンゴル帝国ヨーロッパ遠征軍のバイダル率いる分隊と、ポーランド王国の間で行なわれた戦いである。伝えられている歴史のほとんどはポーランドの歴史家、ヤン・ドゥウゴシュの『ポーランド王国に関する年代記（Annales seu cronici incliti regni Poloniae）』によるもので、実際に見たことを記述したものではない。